# Liste der Bodendenkmale in Flieth-Stegelitz
In der Liste der Bodendenkmale in Flieth-Stegelitz sind alle Bodendenkmale der brandenburgischen Gemeinde Flieth-Stegelitz und ihrer Ortsteile aufgelistet. Grundlage ist die Veröffentlichung der Landesdenkmalliste mit dem Stand vom 31. Dezember 2020.
Die Baudenkmale sind in der Liste der Baudenkmale in Flieth-Stegelitz aufgeführt.

## Bodendenkmale
| Gemarkung                         | Flur    | Kurzansprache | Bodendenkmalnummer | Bemerkung | Bild |
| --------------------------------- | ------- | --- | ------------------ | --------- | ---- |
| Stegelitz (Lage)                  | 6       | Siedlung Neuzeit | 140554             |           |      |
| Stegelitz, Warnitz (Lage)         | 1, 2    | Burgwall slawisches Mittelalter, Siedlung Neolithikum, Rast- und Werkplatz Mesolithikum, Siedlung slawisches Mittelalter, Siedlung Bronzezeit | 140681             |           |      |
| Stegelitz, Warnitz (Lage)         | 1, 2    | Brücke slawisches Mittelalter, Einzelfund slawisches Mittelalter                                                                              | 140682             |           |      |
| Melzow, Stegelitz, Warnitz (Lage) | 1, 1, 3 | Siedlung slawisches Mittelalter, Siedlung Urgeschichte, Siedlung deutsches Mittelalter                                                        | 140880             |           |      |